# Wilky Poggiali
Wilky Poggiali (Rimini, 1967) è un tiratore a segno italiano.

## Carriera
Nato a Rimini nel 1967, nel 2002 e 2003 ha partecipato ai campionati italiani, classificandosi al secondo e al terzo posto di categoria.
Nel 2004 a Milano ha conquistato il titolo di campione italiano nella disciplina della Carabina libera a terra categoria B con il punteggio di 589 e ottavo posto Nazionale assoluto.
Nell'ottobre del 2016 a Bologna il tiratore ha riconquistato Titolo Italiano di Carabina Libera a Terra nel Gruppo C con il punteggio di 613,9 e ottavo posto Nazionale assoluto.
A settembre 2022 ha ottenuto la terza posizione del Gruppo A agli assoluti di Bologna con 611,2.